# Raúl Zurita
tal vez soñar y en un sueño llegar a creer que
por fin concluyeron las congojas. Pero no,
inmóviles, mis pupilas continúan mirando las
grandes nubes del atardecer donde huyes.»

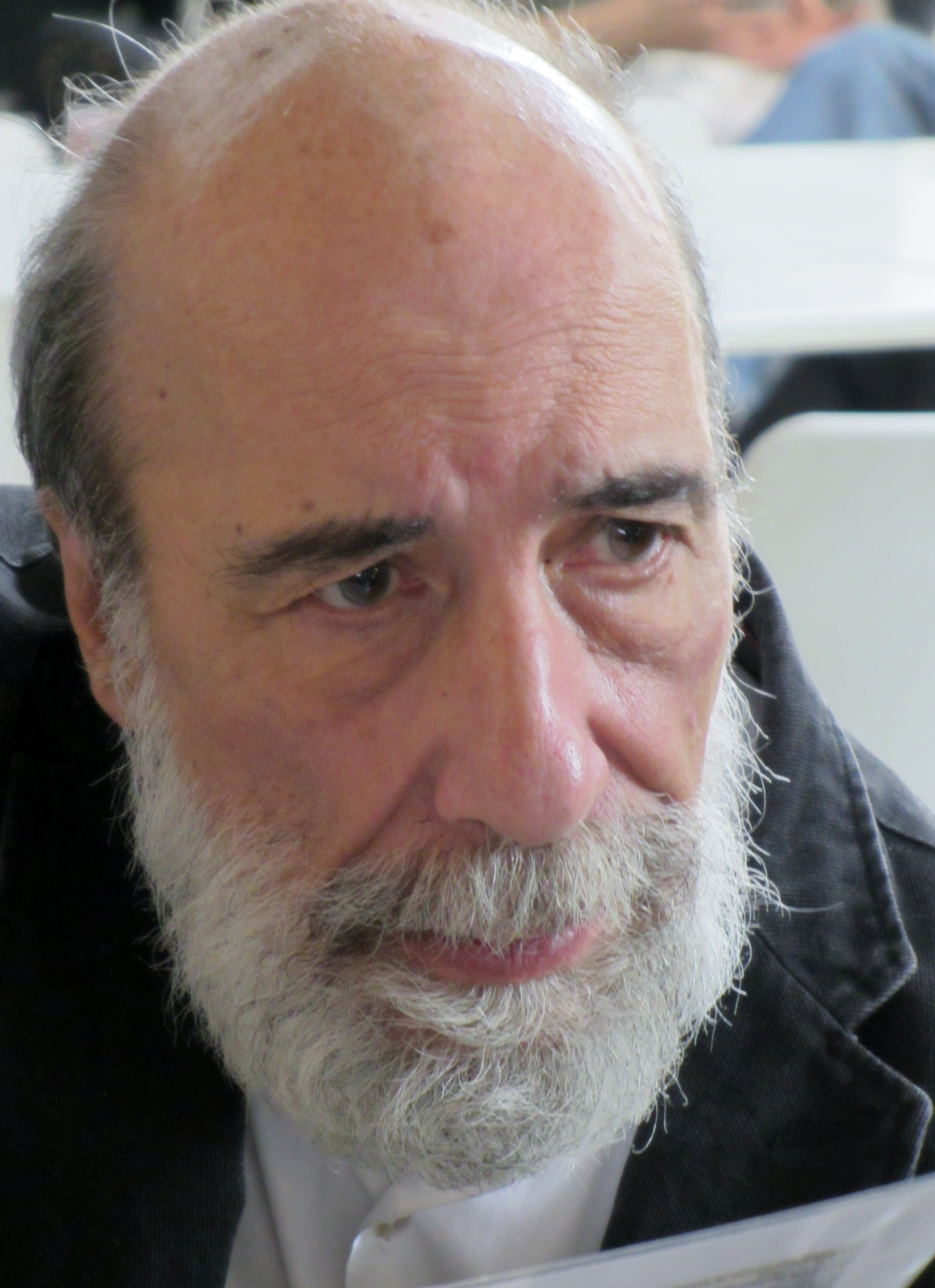
Raul Zurita, 2015

(Raúl Zurita, Tu vida rompiéndose)
Raúl Zurita (Santiago del Cile, 10 gennaio 1950) è un poeta cileno, noto per aver vinto il Premio Nazionale di Letteratura del Cile nel 2000.

## Biografia
Figlio di Raúl Zurita Inostroza, di origine cilena, e di Ana Canessa Pessolo, emigrata italiana in Cile negli anni Trenta del Novecento, Raúl Zurita Canessa nasce a Santiago del Cile il 10 gennaio 1950. Quando ha appena due anni, il padre muore precocemente; la madre è costretta a trovarsi un lavoro come segretaria per mantenere la famiglia, e Raúl e la sorella Ana María vengono affidati alla nonna, Josefina Pessolo. Raul frequenta prima una scuola inglese, e in seguito viene iscritto al Liceo José Victorino Lastarria, dove prenderà parte alle prime mobilitazioni studentesche che caratterizzarono gli anni Sessanta in Cile, e scriverà i suoi primi testi.
Nel 1967, grazie ad una borsa di studio, viene ammesso alla facoltà di Ingegneria Civile presso l’Universidad Técnica Federico Santa María de Valparaíso. In quello stesso anno aderisce all’occupazione dell’Università, ad uno sciopero studentesco e ad uno sciopero della fame di tre settimane, il primo registrato in Cile. Il 1968 è un anno cruciale per Raul: entra nell'organizzazione giovanile del Partito Comunista cileno, le Juventudes Comunistas de Chile, e scrive la poesia El sermón de la montaña, ritenuta dalla critica profetica delle tristi vicende che segnarono la storia del Cile, tra tutte la dittatura di Pinochet, e della futura opera poetica dell’autore.
Nel 1971 sposa l'artista visiva Miriam Martinez, con cui avrà tre figli: Ivan, Sileba e, nel 1974, Sebastián. La nascita del terzo figlio coincide con un momento di crisi matrimoniale che si concluderà con la separazione dalla moglie. Il poeta, oltre a Miriam, intraprende altre tre relazioni importanti nel corso della sua vita: la prima, con Diamela Eltit, madre del quarto figlio Felipe; la seconda con Amparo Mardones, e la terza con Paulina Wendt, con la quale si sposerà nel 2009.
L'11 settembre 1973, data del colpo di Stato cileno che porrà fine al governo di Salvador Allende, rappresenta per Raul un giorno cruciale per la sua vita, destinato a segnarlo profondamente. Prelevato da una pattuglia di militari, verrà trasportato allo Stadio di Playa Ancha, dove subirà percosse e torture, per poi essere trasferito, con altri prigionieri, sulla nave cargo Maipo. La sua liberazione avviene nel mese di ottobre.
Il periodo della dittatura in Cile marca fortemente la sua produzione ed il suo attivismo politico. Nel 1979 fonda con la scrittrice Diamela Eltit il progetto CADA (Colectivo de Acciones de Arte), che prevede la realizzazione di interventi e performance di resistenza al regime in luoghi pubblici. Sempre in questo periodo Zurita mette in scena delle azioni artistiche di protesta che provocano grandi polemiche: usando il corpo come mezzo di espressione, tenta di autoaccecarsi con un ferro rovente e si brucia il volto versandosi dell'acido, per denunciare le torture e le ingiustizie subite dagli oppositori del regime dittatoriale cileno. Nel 1982 compie una delle sue performance più famose: tramite la scia disegnata da cinque aerei, scrive nei cieli di New York un poema di quindici frasi, per sostenere i diritti delle minoranze del mondo.
Nel 1983 promuove la campagna del NO + contro Pinochet, attiva fino al 1988, anno del plebiscito cileno che mise la parola fine alla dittatura. Nel 1993 scrive il suo celebre verso "Ni pena ni miedo" nel deserto di Atacama, visibile dall'alto.
Nei primi anni del ventunesimo secolo gli viene diagnosticata la malattia di Parkinson e ha fine il suo matrimonio con Miriam Martinez. Nel 2002 è a Berlino grazie ad una borsa di studio, e dopo un periodo di crisi in cui arriva a meditare il suicidio, inizia il suo libro monumentale, Zurita, terminato nel 2011.

## Carriera letteraria
La vocazione poetica dell'autore si sviluppa già dai primi anni del liceo, quando comincia a scrivere le sue prime poesie. Dopo aver ottenuto la borsa di studio Guggenheim, diviene docente di letteratura presso l'Università Statale della California.
La fama arriva nel 1979 con Purgatorio, prima parte di una trilogia che proseguirà nel 1982 con Anteparaíso e nel 1994 con La Vida Nueva.

Con l'elezione del Presidente cileno Patricio Aylwin, Zurita viene nominato addetto culturale nell'Ambasciata cilena a Roma, città in cui vive fino al 1995. 

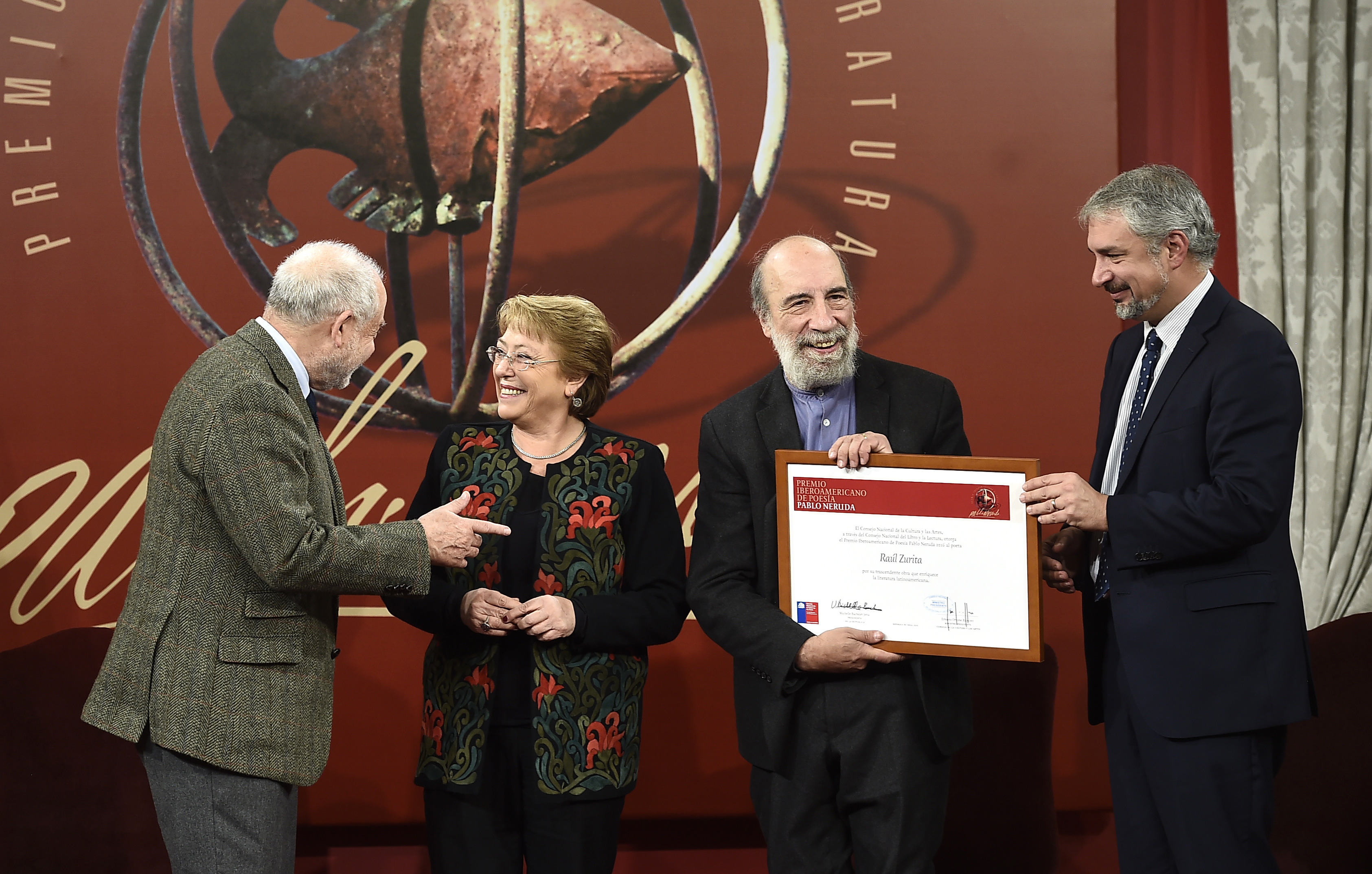
Raúl Zurita riceve il Premio Iberoamericano di Poesia Pablo Neruda

Nel 1988 riceve il Premio Pablo Neruda de Poesía Joven, riconoscimento conferitogli dalla Fondazione Pablo Neruda, per l'intera produzione letteraria.
Nel 2000 vengono pubblicati Poemas militantes e Sobre el amor y el sufrimiento e ottiene il Premio Nazionale di Letteratura del Cile.
Nel 2006 riceve il Premio di Poesia Josè Lezama Lima per l'opera INRI; in quello stesso anno appare nelle librerie Los Países Muertos. Nel 2007 sarà la volta di Las ciudades de agua e Cinco Fragmentos.
Nel 2011 viene pubblicata l'opera Zurita, di oltre 700 pagine, alla cui stesura l'autore ha lavorato per circa dieci anni. Il libro, che ha come sfondo le ore precedenti il colpo di Stato dell'11 settembre 1973, raccoglie parti di alcune opere pubblicate in precedenza e mescola generi diversi: poesia, romanzo, storia, biografia.
Nel 2012 Zurita inizia a tradurre la Divina Commedia; l'anno dopo la casa editrice LOM Ediciones pubblica Nuevas Ficciones.
Nel 2015 riceve il titolo di dottore Honoris Causa dall'Università di Alicante e dall'Universidad Técnica Federico Santa María; per l'occasione la Fondazione della Biblioteca Virtuale Miguel de Cervantes dedica a Raúl Zurita un'intera pagina sul proprio sito.
Nel 2016 per il suo contributo letterario al mondo latinoamericano riceve il premio Iberoamericano di Poesia Pablo Neruda dal Consiglio Nazionale cileno della Cultura e dell'Arte, e gli viene conferito dall'Università Ca' Foscari di Venezia il Premio Alberto Dubito International alla carriera.
Docente presso l'Università Diego Portales, è stato anche visiting professor presso le università di Tuftus, California, Harvard..

## La Trilogia
Composta tra il 1979 ed il 1994, la Trilogia è formata da Purgatorio, Anteparaíso e Vida Nueva, e può essere letta come un viaggio esistenziale che ha per scenario la natura (il deserto di Atacama, le Ande, il Pacifico) e il mondo sofferente e spezzato del Cile della dittatura. Afferma Zurita in un'intervista: "Se parti dei dati della tua esistenza, molto probabilmente tocchi i dati dell'esistenza di tutti."
Nonostante la fonte di ispirazione di quest'opera sia la Commedia dantesca, definita da Zurita "il più grande, sublime e lacerante poema della solitudine", per alcuni elementi se ne distanzia: fra questi, il progressivo allontanamento da Dio, la presenza di una donna reale, carnale, e non ideale come nel caso di Beatrice, il mancato raggiungimento della pace tanto desiderata.
Purgatorio, pubblicato nel 1979, disorientò sia i lettori che i critici dell'epoca. La copertina era una foto in bianco e nero dell'autore in cui risaltava la cicatrice sulla guancia causata da una bruciatura autoinflitta durante una delle sue performance artistiche. Il riferimento a questa ferita è ripreso anche all'interno del libro, ricco di molti riferimentii biografici:
estoy muy mala
porque quemé mi mejilla»
stia molto male
perché mi bruciai la guancia»
(Raúl Zurita, Purgatorio)
Il personaggio fittizio Zurita, alla ricerca della propria identità narrativa, assume nel libro diversi nomi. Il protagonista è segnato da una crisi personale che lo conduce al limite della pazzia e dell’autodistruzione, e rispecchia il periodo vissuto dallo scrittore dopo il golpe del 1973, quando a causa di questo evento e delle torture subite per mano dei militari, cadde in preda ad una forte depressione. A testimonianza di ciò si trovano nel testo la corrispondenza intercorsa con il suo medico, ed esami clinici, come un encefalogramma effettuato in quel periodo.

La seconda parte della Trilogia, Anteparaíso, pubblicata nel 1982, comprende quattro parti: Las Utopias, Cordilleras, Pastoral ed Esplendor en el viento e rappresenta una sorta di cammino verso l'illuminazione: la prima ripartizione, Las Utopias, corrisponde ad una fuga dalla sofferenza; Cordilleras è un ritorno alla triste realtà; Pastoral segna la speranza di ricostruzione della società cilena ed Esplendor en el viento, quarta ed ultima parte, sottolinea l'importanza di un'azione collettiva per la liberazione dagli oppressori. I riferimenti intertestuali all'opera stessa e ad altre opere sono ricorrenti. È il caso del sottotitolo con cui si conclude Purgatorio che coincide con il frammento iniziale di Anteparaíso.
(Intervista a Raúl Zurita - di Benoît Santini)
Vida Nueva, terza e ultima fase della trilogia, viene pubblicata nel 1994, quando la dittatura cilena è ormai terminata e il paese si avvia ad una fase di transizione verso la democrazia. Il modello di riferimento è, come rilevabile dal titolo, la Vita Nuova dantesca. Quest'opera di Raúl Zurita è stata definita un nuovo "canto generale" del Cile e dell'America Latina, delle culture e dei popoli latinoamericani.

## Stile e temi
Raúl Zurita riveste una posizione importante nell'ambito della poesia contemporanea per l’originalità del linguaggio, per il suo stile e per la tematica esistenzialista. I suoi modelli sono principalmente tratti dalla tradizione letteraria; le sue fonti di ispirazione vanno dalla Bibbia a Whitman, da Pablo Neruda a Dante, suo principale maestro. La Divina Commedia è il testo fondamentale per comprendere la poetica dell'autore: due delle sue opere, Purgatorio (1979) ed Anteparaíso (1982), reinterpretano i viaggi danteschi negli inferi e nel regno dei cieli.
L'autore trova ispirazione nella biografia personale, nelle esperienze più intime, nella musica e nei paesaggi. La natura nelle sue diverse manifestazioni e la memoria legata ad un paese che ha conosciuto la dittatura, alla quale nelle sue prime performance si è opposto praticando forme di autolesionismo, rappresentano i temi centrali della sua opera. I registri compositivi utilizzati sono molteplici, dal romanzo alla storia alla biografia, dalla poesia e dalla dimensione onirica al ragionamento logico, dal salmo alla maledizione dissacrante, così come altalenanti e compresenti risultano nella sua opera il dolore e la speranza, la disperazione e la resistenza. La scrittura assume un valore salvifico, è definita da Zurita in un'intervista "il mio esercizio privato di resurrezione".
Tutti i testi dell'autore si possono iscrivere all'interno di un "progetto poetico": le sue poesie non vanno lette in modo isolato, ma messe in relazione tra loro. È frequente che alcuni componimenti, utilizzando la tecnica del flashback, rimandino ad argomenti trattati in precedenza, per enfatizzarli o per operarne una rilettura.
Nel saggio Letteratura, Linguaggio e Società Zurita afferma che anche il linguaggio soffre a causa della repressione e che l'uso della lingua è di per sé un castigo. Per questa ragione il "non detto" riveste una posizione fondamentale e diventa centrale nei suoi scritti. La sua teoria poetica è espressa all'interno del secondo numero di Monografías de I & L, del 1985; in una serie di testi scritti in collaborazione con alcuni membri del CADA (Colectivo de Acciones de Arte) e in alcune interviste concesse a riviste e periodici.

## Opere principali
- 1979. Purgatorio, Santiago del Cile, Editorial Universitaria

Purgatorio, Traduzione di Claudio Cinti, Rimini, 2009
- 1982. Anteparaíso, Santiago del Cile, Editores Asociados
- 1984. El paraíso está vacío, Santiago del Cile, Mario Fonseca Editor
- 1985. Canto a su amor desaparecido, Santiago del Cile, Editorial Universitaria
- 1987. El amor de Chile, Santiago del Cile, Editorial Montt y Palumbo
- 1994. La vida nueva, Santiago del Cile, Editorial Universitaria
- 1997. Canto de los ríos que se aman, Santiago del Cile, Editorial Universitaria

Canto dei fiumi che si amano, Roma, Le parole gelate, 1993
- 1999. El día más blanco, Santiago del Cile, Alfaguara
- 2000. Sobre el amor, el sufrimiento y el nuevo milenio, Barcellona, Andrés Bello
- 2000. Poemas militantes, Santiago del Cile, Dolmen Ediciones
- 2003. Inri, Santiago del Cile, Fondo de Cultura Económica
- 2004. Mi mejilla es el cielo estrellado, Messico, Editorial Aldus
- 2004. Poemas, Calcutta, Codex
- 2005. Tu vida derrumbándose, Buenos Aires, Eloisa Cartonera
- 2005. Mis amigos creen, Costa Rica, Editorial Lunes
- 2006. Los paises muertos, Santiago del Cile, Ediciones Tácitas
- 2006. Los poemas muertos, Messico, Umbral
- 2007. In memoriam, Santiago del Cile, Ediciones Tácitas
- 2007. Poemas de amor, Santiago del Cile, Mago Editores
- 2007. Las ciudades de agua, Messico. Ediciones Era
- 2007. Cinco fragmentos, Santiago del Cile, Animita Cartonera
- 2009. Cuadernos de guerra, Madrid, Editorial Amargord
- 2009. Poemas 1979-2008, Santiago del Cile, Ventana Abierta
- 2012. Zurita, Salamanca, Delirio
- 2012. Dreams for Kurosawa = sueños para Kurosawa, Chicago, Arrow as Arrow
- 2013. Nuevas ficciones, Santiago del Cile, LOM Ediciones
- 2015. Tu vida rompiéndose, Santiago del Cile, Lumen

## Premi e riconoscimenti
- 1984 - Borsa di studio Guggenheim
- 1988 - Premio Pablo Neruda de Poesía Joven
- 1994 - Premio Pericle d'Oro
- 1995 - Premio Municipal de Poesía de Santiago: La vida nueva
- 2000 - Premio Nacional de Literatura
- 2006 - Premio José Lezama Lima: INRI
- 2012 - Premio della Critica (Cile): Zurita
- 2015 - Premio al Merito Letterario Internazionale Andrés Sabella
- 2015 - Dottore honoris causa, titolo conferitogli dall'Università di Alicante, Spagna
- 2015 - Dottore honoris causa, titolo conferitogli dall'Universidad Técnica Federico Santa María
- 2016 - Premio Iberoamericano di Poesia Pablo Neruda
- 2016 - Premio Alberto Dubito International alla carriera
- 2017 - Premio José Donoso